# Jörg Kukies
Jörg Kukies (Mainz, 21 februari 1968) is een Duits politicus van de SPD en voormalig bankdirecteur. Sinds november 2024 is hij minister van Financiën in het Kabinet-Scholz. Daarvoor was hij van 2018 tot 2021 permanent staatssecretaris bij het federale ministerie van Financiën en van december 2021 tot november 2024 permanent staatssecretaris bij de bondskanselarij. Hij is een van de belangrijkste adviseurs van bondskanselier Olaf Scholz.